# K-20 怪人二十面相・伝
『K-20 怪人二十面相・伝』（ケー・トゥエンティー かいじんにじゅうめんそう・でん）は、2008年公開の日本映画。北村想の小説『完全版 怪人二十面相・伝』を原作とする。

## 概要
映画は北村想の原作を元にしているものの、怪人二十面相に超人的身体能力を備えたり、時代設定を第二次世界大戦が「回避」されたというパラレルワールドとしての1949年とするなど、大胆な改変がおこなわれた。そのため、舞台は日本帝国陸海軍とアメリカ・イギリス軍との平和条約が締結された後の帝都と呼ばれるところで、19世紀から続く華族制度により、帝都の富の9割がごく一部の特権階級に集中している極端な貧富の差が生じている身分制度社会とされる。また、ドイツ（ヒトラーを筆頭とするナチス政権が掌握した俗にいうナチス・ドイツかどうかは不明）との友好関係も維持されているのか、劇中では警察の車両や航空機にドイツ語で警察を意味するPOLIZEIが記されている。
ストーリー自体は、スチームパンク的な世界観で、スパイダーマンやバットマン、マスク・オブ・ゾロなどアメコミを意識した娯楽アクション作品である。アクションにはグラップネルガンのようなガジェットを使ったワイヤーアクションの他、邦画の大作としては初めてパルクールにおける動作を採用。主人公の遠藤平吉と怪人二十面相の一連の動作をロシア人スタントマンがパルクールで培われた身体能力を駆使して表現している。テスラ装置のシーンでは本物のテスラコイルを使用し、効果音を後からつけている。
企画と制作はROBOTで、東宝の配給で2008年12月20日公開。日本テレビ開局55年記念作品でもある。最終興行収入は20億円。

## ストーリー
第二次世界大戦が回避された架空の昭和24年。日本は19世紀から続く華族制度により極端な格差社会が生まれていた。職業の変更は禁じられ、恋愛の自由もなく、結婚は同じ身分の者同士でのみ許されていた。帝都・東京では怪人二十面相が富裕層を狙う犯罪を繰り返していた。その二十面相は学術会議で革命的な新エネルギー機関・テスラ装置の模型を盗み、今度はテスラ装置を奪うと大胆に宣言したことから、警務局の浪越警部は名探偵・明智小五郎に捜査を依頼した。一方、サーカス団で働く軽業師・遠藤平吉はふとしたことからカストリ雑誌の記者に化けた怪人二十面相にだまされ、彼の替え玉に仕立てられたために二十面相として軍憲（この世界における警察）から追われる羽目になってしまう。平吉は疑いを晴らすために、自らも二十面相になり、本物の二十面相と対決することになる。

## キャスト
- 遠藤平吉：金城武
- 羽柴葉子：松たか子
- 明智小五郎：仲村トオル
- 源治：國村隼
- 源治の妻・菊子：高島礼子
- 小林芳雄：本郷奏多
- シンスケ：今井悠貴
- 浪越警部：益岡徹
- 八木博士：串田和美
- 八木博士の助手：要潤
- 牢屋の囚人：松重豊
- 葉子のメイド頭：木野花
- デザイナー：嶋田久作
- 技術将校：斎藤歩
- 刑事：飯田基祐
- 南部先生：小日向文世
- 羽柴会長：大滝秀治
- 殿村弘三（謎の紳士）：鹿賀丈史

## スタッフ
- 監督・脚本：佐藤嗣麻子
- 製作：島田洋一、阿部秀司、平井文宏、島谷能成、島本雄二、亀井修、西垣慎一郎、大月曻、島村達雄、高野力
- 製作統括：堀越徹
- エグゼクティブプロデューサー：阿部秀司、奥田誠治
- プロデューサー：安藤親広、倉田貴也、石田和義
- アソシエイトプロデューサー：小出真佐樹、伊藤卓哉、高橋望
- ラインプロデューサー：竹内勝一
- 原作：北村想「怪人二十面相・伝」（小学館 刊）
- 音楽：佐藤直紀
- 主題歌：オアシス『ショック・オブ・ザ・ライトニング』
- 撮影：柴崎幸三
- 照明：水野研一、三善章誉
- 録音：鶴巻仁
- 美術：上條安里
- 装飾：龍田哲児
- 編集：宮島竜治
- VFXディレクター：渋谷紀世子
- アクション監督：小池達朗、横山誠
- 音響効果：柴崎憲治
- キャスティング：小畑智子
- 助監督：川村直紀
- 制作担当：阿部豪
- 脚本協力・VFX協力：山崎貴
- エキストラ担当：伊野部陽平
- スクリプター：巻口恵美
- セカンドカメラ：橋本桂二
- 操演：宇田川幸夫
- 衣裳：水島愛子
- 怪人二十面相衣裳・マスクデザイン：田島昭宇
- ヘアメイク：宮内三千代
- 特殊メイクデザイン・特殊造形：藤原カクセイ
- 企画協力：平井憲太郎、FU LONG PRODUCTION
- 製作：「K-20」製作委員会（日本テレビ放送網、札幌テレビ、ミヤギテレビ、静岡第一テレビ、中京テレビ、広島テレビ、福岡放送、ROBOT、バップ、東宝、電通、小学館、読売テレビ、読売新聞、白組、IMAGICA）
- VFXプロダクション：白組
- 企画・制作プロダクション：ROBOT
- 配給：東宝

## 主なロケ地
福岡県・山口県内の明治-大正期の旧館でロケが行われた。
- 門司赤煉瓦プレイス、北九州市旧門司三井倶楽部（北九州市門司区）[2]
- 上野海運ビル（北九州市若松区）[2]
- 九州大学箱崎キャンパス（福岡市東区）[3]
- 山口県政資料館（山口市）[4]

## 賞
- 映画館大賞「映画館スタッフが選ぶ、2008年に最もスクリーンで輝いた映画」第50位

## ソフト化
2009年6月24日発売。発売・販売元はバップ。
- K-20 怪人二十面相・伝 DVD通常版（1枚組）
  - 映像特典
    - 特報・劇場予告編・TVスポット集
- K-20 怪人二十面相・伝 DVD豪華版（2枚組）
  - ディスク1：本編DVD（通常版と同様）
  - ディスク2：特典DVD
    - メイキング「K-20 裏絵巻」
    - 「K-20」TV番組集
    - 舞台挨拶映像集

  - 封入特典
    - ブックレット「K-20 大辞典」（64P）
    - 怪人二十面相予告状レプリカ
    - ブックマーカー

  - 特製アウターケース&デジパック仕様
- K-20 怪人二十面相・伝 ブルーレイ（1枚組）
  - 映像特典
    - メイキング「K-20 裏絵巻」
    - 特報・劇場予告編・TVスポット集